# Barnstead
Barnstead est une municipalité américaine située dans le comté de Belknap au New Hampshire. Selon le recensement de 2010, sa population est de 4 593 habitants.

## Géographie
La municipalité s'étend sur 44,01 milles carrés (113,99 km2), dont 2,01 milles carrés (5,21 km2) d'étendues d'eau.

## Histoire
Barnstead est fondée en 1727. Son nom est la contraction de Barnstable et Hempstead, d'où étaient originaires la plupart de ses premiers habitants.